# Wariola
Wariola (Variola louti) – gatunek ryby promieniopłetwej z rodziny strzępielowatych (Serranidae), zamieszkującej rafy koralowe regionu indopacyficznego, m.in. w Morzu Czerwonym. Żyje na głębokościach 3–250 m, mierzy do 83 cm długości i osiąga do 12 kg masy. Podstawę pokarmu stanowią ryby i skorupiaki.